# Jaime Domínguez Buj

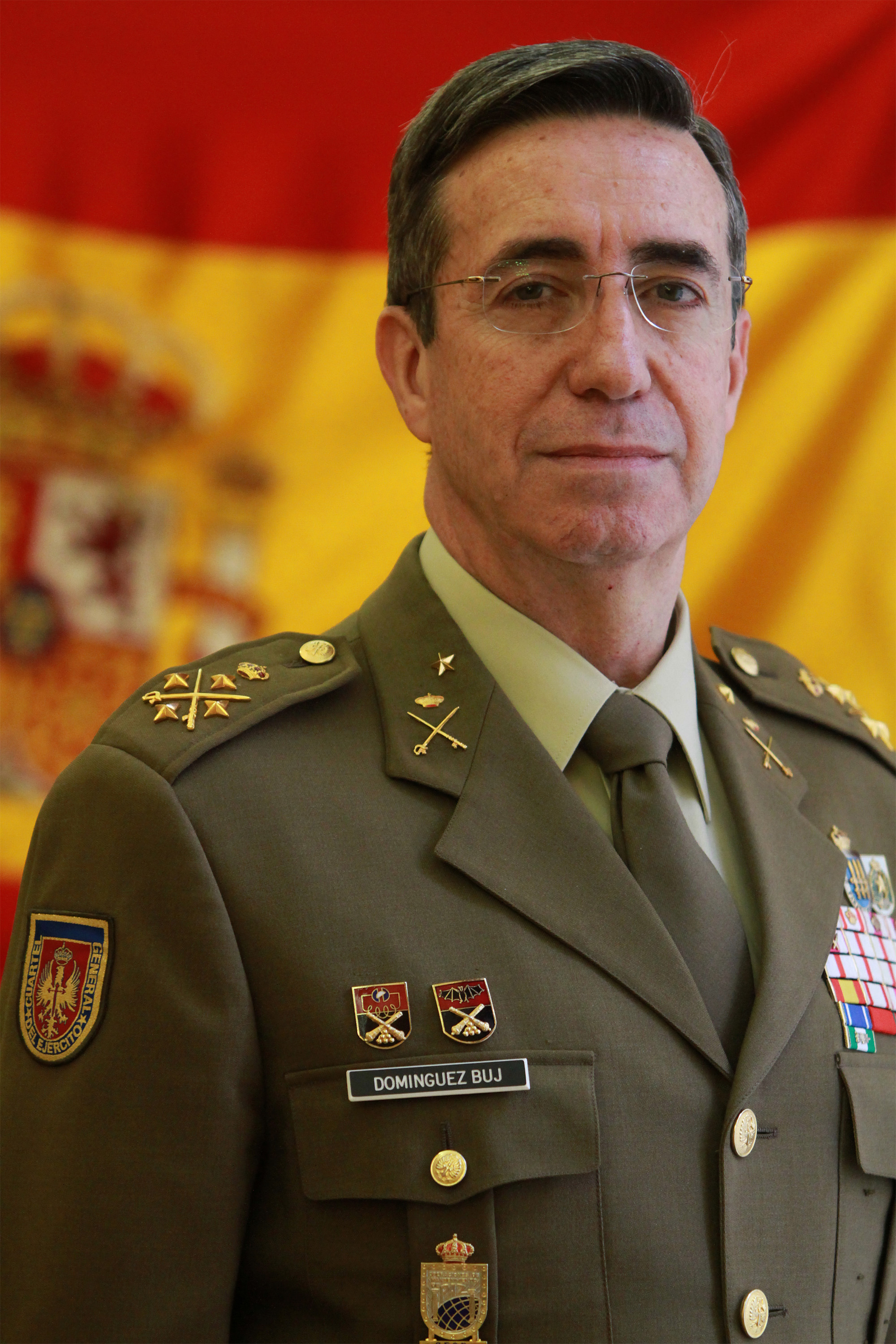
Domínguez Buj.

Jaime Domínguez Buj (Valência, 15 de março de 1952) é o chefe de gabinete do Exército Espanhol desde julho de 2012 até março de 2017
Domínguez nasceu em Valência em 15 de março de 1952.

## Carreira militar
Jaime Domínguez Buj entrou para o Exército Espanhol em 1970. Desempenhou vários cargos no Departamento Geral de Assuntos Internacionais da Direção Geral de Política de Defesa e no Gabinete Técnico do Ministério e no Estado-Maior do Exército. Ele também foi assessor do Segundo Chefe de Estado Maior do Exército e Chefe do Comando de Operações do Estado Maior.